# Christine Yufon
Christine Yufon (Pequim, 18 de janeiro de 1923 – São Paulo, 07 de janeiro de 2024) foi uma modelo, empresária e artista plástica sino-franco-brasileira.

## Biografia
Nascida em Pequim, em 1923, Christine Yufon estudou em uma escola norte-americana ainda em seu país. Em 1947, casou-se com Georges Constant Collet, filho de um engenheiro civil francês que chegou à China com a missão de construir uma ferrovia ligando este país à Rússia. Morava em Xangai com seu marido quando, com a tomada da cidade pelos comunistas, em 1949, tiveram de abandoná-la em direção a Paris. Todos os bens do casal, incluindo algumas propriedades agrícolas e uma fábrica de cigarros, foram confiscados pelo novo regime.
A partir da França, realizou o sonho de emigrar para América do Sul, um continente que reservava muitas promessas de uma nova vida. Chegou ao Brasil em 1951 e estabeleceu-se em São Paulo, no bairro de Higienópolis. Foi por acaso, no início dos anos 1960, que Christine iniciou sua profissão de modelo ao ser convidada por Ricardo Amaral, então jovem colunista social, para participar de um grande baile em São Paulo. Depois foi manequim da antiga Casa Vogue. Foi nessa época que fundou a sua escola de etiqueta, pioneira no Brasil, dedicada a ensinamentos de postura visual, filosofia e valores de vida para o público em geral e também personalidades da política, do mundo artístico e da sociedade.
Nos anos 1970, junto com sua sócia Angioleta Miroglio-Cattani, na galeria de artes, jóias e antiguides Miroglio & Yufon, nos Jardins em São Paulo, lançaram vários artistas e uma série especial de joalheiros do Brasil, com nomes como Alfonso Molinero,  Francisco Guzmán Carmona, Julio Cesar Andreazza, Kjeld Boesen, Renato Wagner, e Roger Rene Rex e escultores como Domenico Calabrone, que também tinha peças expostas em sua galeria.
No decorrer dos anos, descobriu uma nova forma de expressão e começou a produzir esculturas. Realizou algumas exposições, duas das quais no Museu de Arte de São Paulo (MASP), nos anos 1980. A convite do governo chinês (1987-1990), apresentou suas obras de arte em sua terra natal, onde também ministrou palestras sobre comunicação, postura visual e etiqueta internacional.
Faleceu no dia 7 de janeiro de 2024 em São Paulo.